# فلیکس واربرگ
فلیکس مورتیز واربرگ (انگلیسی: Felix M. Warburg) یک بانکدار آمریکایی یهودی آلمانی الاصل بود. او جزئی از خانواده بانکداری واربرگ بود.

## زندگینامه
او نوه موزس مارکوس واربرگ یکی از موسسین بانک واربرگ بود. او یکی از شرکاء در شرکت کوهن، لوئب و شرکاء بود. او با فریدا شیف دختر جاکوب شیف در سال ۱۸۹۵ ازدواج کرد. این زوج چهار پسر و یک دختر داشتند. واربرگ یکی از افراد مهم در کمیته مشترک توزیع آمریکایی یهودی بود. واربرگ مبلغ زیادی در آمریکا برای یهودیان اروپا تهیه کرد. او در سال ۱۹۳۷ در نیویورک سیتی درگذشت.

## یادبود
به خاطر فعالیتهای زیاد او در فلسطین یک روستا به نام کفار واربرگ به نام وی نامگذاری شده است. خانه فلیکس واربرگ در نیویورک توسط بیوه او به موزه یهودی تبدیل شد.